# Dave Tough
Pour les articles homonymes, voir Tough.
Dave Tough (David Jarvis Tough) est un batteur de jazz américain, né le 26 avril 1907 à Oak Park (Illinois) et mort le 6 décembre 1948 à Newark (New Jersey).

## Biographie
Dès son plus jeune âge, Dave Tough connait des problèmes de santé. Il souffre en effet d'épilepsie. Dave Tough fait ses débuts musicaux en 1925 dans Austin High School Gang aux côtés de Bud Freeman, Frank Teschmacher et Eddie Condon. Il joue dans quelques groupes mineurs avant de faire un tournée en Europe, en 1927-1928, avec les «New Yorkers». En France, il se produit avec Mezz Mezzrow. De retour aux États-Unis, il joue dans l'orchestre de Red Nichols (1928-1930). Entre 1932 et 1935, ses problèmes de santé l'obligent à interrompre sa carrière. De surcroît, Dave Tough boit beaucoup, ce qui n'est pas pour arranger les choses et va régulièrement lui poser des problèmes.
Il reprend sa carrière en 1936, jouant successivement dans les orchestres de Tommy Dorsey (1936-1937, puis fin 1938), Bunny Berigan (1938), Benny Goodman (1938), Joe Marsala (1939, puis 1940-1941), Jack Teagarden (1940), Bud Freeman (1940), Artie Shaw (1941-1942), Charlie Spivak (1942), Woodie Herman (1942). Pendant la Seconde Guerre mondiale, il joue dans un orchestre de jazz militaire dépendant de la «Navy» et dirigé par Artie Shaw (1942-1944). Après guerre, on le retrouve chez Woody Herman (1944-1945), puis de nouveau chez Joe Marsala (1945-1946). Ses problèmes de santé lui imposent de fréquentes coupures dans ses engagements. En 1946, il s'installe comme musicien «free lance» à New York. On peut l'entendre accompagnant Eddie Condon ou la troupe du JATP de Norman Granz. En 1947, il a ses derniers engagements auprès de Charlie Ventura, Bill Harris et enfin Muggsy Spanier. Fin 1947, il est soigné au «New Jersey Veterans' hospital». Il meurt des suites d'une chute accidentelle.
Dave Tough a par ailleurs été chroniqueur pour la revue «Metronome» et est l'auteur d'une méthode de batterie. On peut l'entrevoir dans le film «Earl Carroll Vanities» (1945).

## Style
Dave Tough était un batteur fin et atypique. Alors que nombreux ses contemporains (comme Gene Krupa, par exemple) se livraient souvent à des solos à l'aspect visuel spectaculaire, Dave Tough se concentrait sur l'aspect "accompagnement rythmique" de l'instrument. Son jeu aux balais était en particulier particulièrement subtil.
On peut lire une excellente analyse de son style, dans les pages qui lui sont consacrées dans le remarquable ouvrage « Une Histoire de la Batterie Jazz. Tome 1 » de Georges Paczinsky aux éditions Outre Mesure (1999).